# Seru Grandi
Seru Grandi – miejscowość (plaats) oraz osada (buurt) w dystrykcie Bandariba, w kraju autonomicznym Curaçao, należącym do Holandii, w Ameryce Południowej. 20 października 2023 r. liczyła 2059 mieszkańców. Leży w południowej części wyspy.

## Osady
Cztery osady (wijk) należą do miejscowości:
| Lp. | Nazwa       | Powierzchnia km² | Liczba mieszkańców |
| --- | ----------- | ---------------- | ------------------ |
| 1.  | Fuik        | 1,78             | 838                |
| 2.  | Sabana Cras | 0,97             | 450                |
| 3.  | Seru Grandi | 1,60             | 428                |
| 4.  | Seru Machu  | 1,87             | 432                |